# André Guinet
Pour les articles homonymes, voir Guinet.
André Guinet, né le 20 avril 1739, mort le 8 novembre 1795 à Charolles (Saône-et-Loire), est un général de brigade de la Révolution française.

## États de service
En 1792, il est nommé chef de bataillon dans le 1er bataillon de volontaires de Paris.
Il est promu général de brigade provisoire le 25 septembre 1793, à l’armée de la Moselle par le représentant Duquesnoy, mais sa nomination n’a jamais été transmise, ni confirmée.
Le 25 mai 1794, il est à l’état-major de la 1re division du général Souham à l’armée du Nord, et le 5 juin 1794, il est nommé adjudant-général chef de bataillon de l’avant-garde de sa division.
Le 1er mars 1795, il prend le commandement de la ville fortifiée de Grave, dans la province du Brabant-Septentrional. Le 13 juin 1795, il n'est pas compris dans la réorganisation des états-majors.
Il se retire à Charolles, où il meurt le 8 novembre 1795.

## Sources
- (en) « Generals Who Served in the French Army during the Period 1789 - 1814: Eberle to Exelmans »
- (pl) « Napoléon.org.pl »